# Santiago Carrera
Santiago Carrera (Córdoba, Imperio español, 1778 - Santa Cruz de la Sierra, 16 de abril de 1816) fue un militar rioplatense que participó en la guerra de independencia de las Provincias Unidas del Río de la Plata. Ejerció el cargo de gobernador de la provincia de Córdoba del Tucumán desde enero de 1812 hasta junio de 1813, y de la provincia de Santa Cruz de la Sierra desde septiembre de 1815 hasta abril de 1816.

## Biografía
Nació en la ciudad de Córdoba en 1778, se enroló en su juventud en el ejército, logrando llegar al grado de teniente coronel. Combatió en las Invasiones Inglesas y se incorporó al Ejército del Auxiliar (o del Norte) para la primera expedición auxiliadora al Alto Perú. Luchó en las batallas de Cotagaita y Suipacha; poco después regresó a Córdoba.
Fue comandante de las milicias urbanas de la ciudad de Córdoba, y en enero de 1812 fue nombrado gobernador de la provincia de Córdoba del Tucumán. Durante su mandato tuvo algunos conflictos con la Iglesia católica, centrados en la persecución de los padres betlemitas, cuyo superior en Buenos Aires había sido impulsor de la fracasada revolución dirigida por Martín de Álzaga. Para doblegar la resistencia de éstos, permitió al obispo Rodrigo de Orellana, líder de la contrarrevolución de Córdoba en 1810, retomar el mando de su diócesis. En las elecciones para los miembros de la Asamblea del año XIII, por indicación del gobierno central, hizo elegir a dos porteños, Juan Larrea y Gervasio Posadas.
Se enfrentó a los grupos que pedían una mayor autonomía para la provincia y apoyó la continuidad de la fábrica de armamento ubicada en los alrededores de la ciudad, que era una de las principales fuentes de abastecimiento del Ejército del Auxiliar. Por orden del Triunvirato, realizó un censo de la provincia, que dio un resultado de 8.449 habitantes para la ciudad y 62.176 en toda la provincia.
A principios de 1813 fue nombrado jefe del Batallón de Auxiliares Argentinos que iría en auxilio de los revolucionarios de Chile, y que debía partir en breve. Pero en abril, al llegar la noticia de la caída de Talcahuano, se le ordenó partir con lo que tuviera. Su segundo jefe era el teniente coronel Juan Gregorio de Las Heras. Entregó el mando en julio, y enseguida partió para Mendoza.
Todavía estaban en territorio argentino, cuando comenzaron a notarse fricciones entre los miembros de la expedición. Pero a órdenes de Carrera cruzaron los Andes al final del invierno. Apenas llegados a Chile, fue reemplazado por Marcos Balcarce en el mando, y regresó a Córdoba.
Se unió a los simpatizantes de la Logia Lautaro y fue enviado a colaborar con el Ejército del Norte. No ocupó ningún cargo visible hasta que el general Manuel Belgrano fue reemplazado por el general José Rondeau.
Regresó por corto tiempo a Córdoba, donde fue elegido miembro de la primera legislatura provincial, en tiempos del gobierno federal de José Javier Díaz. Pero poco después regresó al Ejército del Norte y lo acompañó en la tercera expedición auxiliadora al Alto Perú.
Rondeau y el director supremo Ignacio Álvarez Thomas, habían sido comunicados por el coronel Ignacio Warnes desde la provincia de Santa Cruz de la Sierra, mencionando que había renunciado al cargo de gobernador de ella en agosto, pero el pueblo cruceño lo nombró nuevamente gobernador el mismo mes y se quedaría gobernando la provincia. Esto rompió con la estructura de la autoridad del Directorio y se temía que ocurra lo mismo que con la provincia de Salta, donde se gozaba de plena autonomía. Ante estos sucesos, el Gral. Rondeau y del director supremo Álvarez, y también a petición de los contrincantes políticos de Warnes, se acordó que era necesario desplazarlo inmediatamente, y decidieron enviar al teniente coronel Santiago Carrera a Santa Cruz de la Sierra para que reemplace a Warnes y se hiciera con el mando político de la provincia.
Llegó junto a 12 oficiales a la capital provincial cruceña entre el día 6 y 7 de septiembre, en la misma donde se dio cuenta de que el teniente coronel José Manuel Mercado se encontraba de gobernador interino hasta que el retorno de Warnes, quien había cruzado el río Grande o Guapay y se encontraba en una expedición hacia Chiquitos, donde haría frente a los comandantes realistas. Mercado, al ver las órdenes del Directorio y del comandante del ejército rioplatense, cedió el gobierno a Carrera, mismo que envió un comunicado a Warnes ordenando el retorno y abandono de su expedición. Warnes, evaluando la situación, desobedeció las órdenes de Carrera y siguió adelante con su expedición. El comunicado fue enviado por capitan Olivera, quien, muy a pesar suyo, acompañó a Warnes. Fruto de aquella expedición se libró la batalla de Santa Bárbara el 7 de octubre, en la cual salió victorioso Warnes y su ejército.
El gobierno de Carrera fue bien vista por los partidarios contrincantes de Warnes, que apoyaban a Antonio Suárez de Arteaga, también por algunos realistas. Pero los partidarios de Warnes, mayoritarios, se negaban a aceptar su autoridad. En respuesta, amenazó con aplastar la resistencia que se le hacían. También, mostró la intención de devolver los esclavos a algunos realistas, alarmando al pueblo cruceño.
Ya en 1816, con la victoria en Chiquitos, hubo insuperables inconvenientes del retorno de la comandancia de Warnes a la ciudad, llegando solo el batallón de Los Pardos, con el cual Carrera se enemistaría rápidamente, incluso llegando a desarticular a estos. Eso llevó a que un fatídico día, el 16 de abril, cayera muerto en la Casa de Gobierno, a causa de un certero disparo que ingresó por la ventana de su alcoba. Este hecho se le atribuyó a los miembros del batallón de los pardo; aunque otras versiones cuentan que las conspiraciones contra él desde su asunción había hecho que el pueblo se amotine y planee su asesinato, también murieron oficiales que lo respaldaban en el acto, en el cual, el jefe de la custodia de Carrera, el sargento mayor Juan Felipe Ibarra, que más tarde sería gobernador de Santiago del Estero, salvó su vida de milagro.
El cuerpo del teniente coronel Santiago Carrera fue enterrado en el cementerio Catedralicio. Indignados sus partidarios y los de Antonio Suárez, y a pesar de los arrestos e investigaciones, no pudieron encontrar culpables. Por lo que los oficiales que le habían acompañado desde el septiembre de 1815 se retiraron de la ciudad y abandonaron la provincia, dirigiéndose donde el general Rondeau. El Tcnel. Mercado retoma el gobierno interino hasta el retorno de Warnes.